# Премия Гильдии киноактёров США за лучшую женскую роль второго плана
Премия Гильдии киноактёров США за лучшую женскую роль второго плана — награда Гильдии киноактёров США, присуждаемая ежегодно с 1995 года.

## Лауреаты и номинанты
Здесь приведён полный список номинантов и лауреатов.
| Лауреаты выделены отдельным цветом. |

### 1995—1999
| 1995                             | |
| Лауреат                          | Номинанты |
| - Дайан Уист «Пули над Бродвеем» | - Джейми Ли Кёртис «Правдивая ложь» - Салли Филд «Форрест Гамп» - Ума Турман «Криминальное чтиво» - Робин Райт «Форрест Гамп» |

| 1996                             | |
| Лауреат                          | Номинанты |
| - Кейт Уинслет «Разум и чувства» | - Стокард Чэннинг «Дым» - Анжелика Хьюстон «Постовой на перекрёстке» - Мира Сорвино «Великая Афродита» - Мэр Уиннингэм «Джорджия» |

| 1997                                | |
| Лауреат                             | Номинанты |
| - Лорен Бэколл «У зеркала два лица» | - Жюльет Бинош «Английский пациент» - Мариса Томей «Срывая звёзды» - Гвен Вердон «Комната Марвина» - Рене Зеллвегер «Джерри Магуайер» |

| 1998                                                              | |
| Лауреат                                                           | Номинанты                                                                                                   |
| - Ким Бейсингер «Секреты Лос-Анджелеса» - Глория Стюарт «Титаник» | - Минни Драйвер «Умница Уилл Хантинг» - Элисон Эллиотт «Крылья голубки» - Джулианна Мур «Ночи в стиле буги» |

| 1999                          | |
| Лауреат                       | Номинанты |
| - Кэти Бэйтс «Основные цвета» | - Бренда Блетин «Голосок» - Джуди Денч «Влюблённый Шекспир» - Рэйчел Гриффитс «Хилари и Джеки» - Линн Редгрейв «Боги и монстры» |

### 2000—2009
| 2000                                 | |
| Лауреат                              | Номинанты |
| - Анджелина Джоли «Прерванная жизнь» | - Камерон Диас «Быть Джоном Малковичем» - Кэтрин Кинер «Быть Джоном Малковичем» - Джулианна Мур «Магнолия» - Хлоя Севиньи «Парни не плачут» |

| 2001                   | |
| Лауреат                | Номинанты |
| - Джуди Денч «Шоколад» | - Кейт Хадсон «Почти знаменит» - Фрэнсис Макдорманд «Почти знаменит» - Джули Уолтерс «Билли Эллиот» - Кейт Уинслет «Перо маркиза де Сада» |

| 2002                          | |
| Лауреат                       | Номинанты |
| - Хелен Миррен «Госфорд-парк» | - Кейт Бланшетт «Бандиты» - Джуди Денч «Корабельные новости» - Камерон Диас «Ванильное небо» - Дакота Фэннинг «Я — Сэм» |

| 2003                         | |
| Лауреат                      | Номинанты                                                                                               |
| - Кэтрин Зета-Джонс «Чикаго» | - Кэти Бэйтс «О Шмидте» - Джулианна Мур «Часы» - Мишель Пфайффер «Белый Олеандр» - Куин Латифа «Чикаго» |

| 2004                             | |
| Лауреат                          | Номинанты |
| - Рене Зеллвегер «Холодная гора» | - Мария Белло «Тормоз» - Кейша Касл-Хьюз «Оседлавший кита» - Патриша Кларксон «Праздник Эйприл» - Холли Хантер «Тринадцать» |

| 2005                      | |
| Лауреат                   | Номинанты |
| - Кейт Бланшетт «Авиатор» | - Клорис Личмен «Испанский английский» - Лора Линни «Кинси» - Вирджиния Мэдсен «На обочине» - Софи Оконедо «Отель Руанда» |

| 2006                               | |
| Лауреат                            | Номинанты |
| - Рэйчел Вайс «Преданный садовник» | - Эми Адамс «Июньский жук» - Кэтрин Кинер «Капоте» - Фрэнсис Макдорманд «Северная страна» - Мишель Уильямс «Горбатая гора» |

| 2007                               | |
| Лауреат                            | Номинанты |
| - Дженнифер Хадсон «Девушки мечты» | - Адриана Барраса «Вавилон» - Кейт Бланшетт «Скандальный дневник» - Эбигейл Бреслин «Маленькая мисс Счастье» - Ринко Кикути «Вавилон» |

| 2008                 | |
| Лауреат              | Номинанты |
| - Руби Ди «Гангстер» | - Кейт Бланшетт «Меня там нет» - Кэтрин Кинер «В диких условиях» - Эми Райан «Прощай, детка, прощай» - Тильда Суинтон «Майкл Клейтон» |

| 2009                  | |
| Лауреат               | Номинанты |
| - Кейт Уинслет «Чтец» | - Эми Адамс «Сомнение» - Пенелопа Крус «Вики Кристина Барселона» - Виола Дэвис «Сомнение» - Тараджи Хенсон «Загадочная история Бенджамина Баттона» |

### 2010—2019
| 2010                 | |
| Лауреат              | Номинанты |
| - Мо'Ник «Сокровище» | - Анна Кендрик «Мне бы в небо» - Пенелопа Крус «Девять» - Диана Крюгер «Бесславные ублюдки» - Вера Фармига «Мне бы в небо» |

| 2011                 | |
| Лауреат              | Номинанты |
| - Мелисса Лео «Боец» | - Эми Адамс «Боец» - Хелена Бонэм Картер «Король говорит!» - Мила Кунис «Чёрный лебедь» - Хейли Стейнфилд «Железная хватка» |

| 2012                         | |
| Лауреат                      | Номинанты |
| - Октавия Спенсер «Прислуга» | - Беренис Бежо «Артист» - Мелисса Маккарти «Девичник в Вегасе» - Джанет Мактир «Таинственный Альберт Ноббс» - Джессика Честейн «Прислуга» |

| 2013                        | |
| Лауреат                     | Номинанты |
| - Энн Хэтэуэй «Отверженные» | - Николь Кидман «Газетчик» - Мэгги Смит «Отель «Мэриголд». Лучший из экзотических» - Салли Филд «Линкольн» - Хелен Хант «Суррогат» |

| 2014                             | |
| Лауреат                          | Номинанты |
| - Лупита Нионго «12 лет рабства» | - Дженнифер Лоуренс «Афера по-американски» - Джулия Робертс «Август: Графство Осейдж» - Джун Скуибб «Небраска» - Опра Уинфри «Дворецкий» |

| 2015                           | |
| Лауреат                        | Номинанты |
| - Патрисия Аркетт «Отрочество» | - Кира Найтли «Игра в имитацию» - Эмма Стоун «Бёрдмэн» - Мерил Стрип «Чем дальше в лес» - Наоми Уоттс «Святой Винсент» |

| 2016                                 | |
| Лауреат                              | Номинанты |
| - Алисия Викандер «Девушка из Дании» | - Рэйчел Макадамс «В центре внимания» - Руни Мара «Кэрол» - Хелен Миррен «Трамбо» - Кейт Уинслет «Стив Джобс» |

| 2017                   | |
| Лауреат                | Номинанты |
| - Виола Дэвис «Ограды» | - Николь Кидман «Лев» - Октавия Спенсер «Скрытые фигуры» - Мишель Уильямс «Манчестер у моря» - Наоми Харрис «Лунный свет» |

| 2018                                | |
| Лауреат                             | Номинанты |
| - Эллисон Дженни «Тоня против всех» | - Мэри Джей Блайдж «Ферма „Мадбаунд“» - Лори Меткалф «Леди Бёрд» - Холли Хантер «Любовь — болезнь» - Хонг Чау «Короче» |

| 2019                        | |
| Лауреат                     | Номинанты                                                                                            |
| - Эмили Блант «Тихое место» | - Эми Адамс «Власть» - Рэйчел Вайс «Фаворитка» - Марго Робби «Две королевы» - Эмма Стоун «Фаворитка» |

### 2020—наст. время
| 2020                          | |
| Лауреат                       | Номинанты |
| - Лора Дерн «Брачная история» | - Скарлетт Йоханссон «Кролик Джоджо» - Николь Кидман «Скандал» - Дженнифер Лопес «Стриптизёрши» - Марго Робби «Скандал» |

| 2021                | |
| Лауреат             | Номинанты |
| - Юн Ёджон «Минари» | - Мария Бакалова «Борат 2» - Гленн Клоуз «Элегия Хиллбилли» - Оливия Колман «Отец» - Хелена Ценгель «Новости со всего света» |

| 2022                                  | |
| Лауреат                               | Номинанты |
| - Ариана Дебоc «Вестсайдская история» | - Катрина Балф «Белфаст» - Кейт Бланшетт «Аллея кошмаров» - Кирстен Данст «Власть пса» - Рут Негга «Идентичность» |

| 2023                                   | |
| Лауреат                                | Номинанты |
| - Джейми Ли Кёртис «Всё везде и сразу» | - Анджела Бассетт «Чёрная пантера: Ваканда навеки» - Хонг Чау «Кит» - Керри Кондон «Банши Инишерина» - Стефани Сюй «Всё везде и сразу» |
| 2024                                   | |
| Лауреат                                | Номинанты |
| - Давайн Джой Рэндольф «Оставленные»   | - Эмили Блант «Оппенгеймер» - Даниэль Брукс «Цвет пурпурный» - Пенелопа Крус «Феррари» - Джоди Фостер «Дайана Найэд»                   |

| 2025                         | |
| Лауреат                      | Номинанты |
| - Зои Салдана «Эмилия Перес» | - Джейми Ли Кёртис «Шоугёрл» - Ариана Гранде «Злая: Сказка о ведьме Запада» - Моника Барбаро «Боб Дилан: Никому не известный» - Даниэль Дедуайлер «Уроки фортепиано» |

## Статистика

### Многократные номинанты
В таблицах полужирным золотым шрифтом отмечены годы побед.
| 5 номинаций        | 5 номинаций                  |
| ------------------ | ---------------------------- |
| • Кейт Бланшетт    | 2002, 2005, 2007, 2008, 2022 |
| 4 номинации        |                              |
| • Кейт Уинслет     | 1996, 2001, 2009, 2016       |
| • Эми Адамс        | 2006, 2009, 2011, 2019       |
| 3 номинации        |                              |
| • Джейми Ли Кёртис | 1995, 2023, 2025             |
| • Джулианна Мур    | 1998, 2000, 2003             |
| • Джуди Денч       | 1999, 2001, 2002             |
| • Кэтрин Кинер     | 2000, 2006, 2008             |
| • Николь Кидман    | 2013, 2017, 2020             |
| • Пенелопа Крус    | 2009, 2010, 2024             |

| 2 номинации          | 2 номинации | 2 номинации       | 2 номинации |
| -------------------- | ----------- | ----------------- | ----------- |
| • Салли Филд         | 1995, 2013  | • Мишель Уильямс  | 2006, 2017  |
| • Рене Зеллвегер     | 1997, 2004  | • Рэйчел Вайс     | 2006, 2019  |
| • Кэти Бэйтс         | 1999, 2003  | • Эмили Блант     | 2019, 2024  |
| • Камерон Диас       | 2000, 2002  | • Виола Дэвис     | 2009, 2017  |
| • Фрэнсис Макдорманд | 2001, 2006  | • Октавия Спенсер | 2012, 2017  |
| • Хелен Миррен       | 2002, 2016  | • Эмма Стоун      | 2015, 2019  |
| • Холли Хантер       | 2004, 2018  | • Хонг Чау        | 2018, 2023  |
| • Марго Робби        | 2019, 2020  |                   |             |

### Другие достижения
Фильмы с наибольшим количеством номинаций за лучшую женскую роль второго плана  (указан год проведения церемонии):
- «Форрест Гамп» (1995) — 2 номинации
- «Быть Джоном Малковичем» (2000) — 2 номинации
- «Почти знаменит» (2001) — 2 номинации
- «Чикаго» (2003) — 2 номинации
- «Вавилон» (2007) — 2 номинации
- «Сомнение» (2009) — 2 номинации
- «Мне бы в небо» (2010) — 2 номинации
- «Боец» (2011) — 2 номинации
- «Прислуга» (2012) — 2 номинации
- «Фаворитка» (2019) — 2 номинации
- «Скандал» (2020) — 2 номинации
- «Всё везде и сразу» (2023) — 2 номинации

Самый молодой номинант:
- Дакота Фэннинг (2002) — 8 лет

Самый молодой лауреат:
- Кейт Уинслет (1996) — 20 лет

Самый пожилой номинант и лауреат:
- Глория Стюарт (1998) — 87 лет